# Chiesa di San Gemignano di Moriano
La chiesa di San Gemignano di Moriano è una chiesa di Lucca che si trova nella località omonima.

## Storia e descrizione
Fu edificata nel XIV secolo seguendo una tipologia arcaica che si può genericamente definire romanica. La nuova chiesa, ampliata alla fine del XIX secolo, ingloba dell'antica costruzione parte della facciata e il campanile. All'interno è una tavola di Agostino Marti che raffigura la Madonna con il bambino tra i santi Gemignano e Caterina. L'opera ricalca gli schemi tipici del pittore lucchese e conserva il suo accentuato interesse sia per la novità di Fra' Bartolomeo che per il linguaggio emiliano che si andava diffondendo in città. Peculiare il brano di paesaggio che appare dietro il drappo alle spalle della Madonna, asimmetricamente sollevato solo da una parte. Il campanile ospita un doppio di quattro campane in Solb3 maggiore, fuse da Luigi Magni di Lucca nel 1949; il peso della campana maggiore è di 595 kg mentre il peso complessivo delle campane ammonta a 16 quintali.